# Platysilpha gigantea
Platysilpha gigantea är en kackerlacksart som först beskrevs av Robert Walter Campbell Shelford 1909.  Platysilpha gigantea ingår i släktet Platysilpha och familjen jättekackerlackor.
Artens utbredningsområde är Tanzania. Inga underarter finns listade i Catalogue of Life.